# Ronde van Italië 1952
| Eindklassement      |                     |              |
| Algemeen klassement | Fausto Coppi        | 114h 36' 43" |
| Tweede              | Fiorenzo Magni      | + 9' 18"     |
| Derde               | Ferdi Kübler        | + 9' 24"     |
| Vierde              | Donato Zampini      | + 10' 29"    |
| Vijfde              | Gino Bartali        | + 10' 33"    |
| Zesde               | Stan Ockers         | + 10' 58"    |
| Zevende             | Giancarlo Astrua    | + 14' 30"    |
| Achtste             | Hugo Koblet         | + 14' 38"    |
| Negende             | Raphaël Geminiani   | + 16' 44"    |
| Tiende              | Giorgio Albani      | + 18' 14"    |
| (Ned)               | geen                |              |
| Rode Lantaarn       | Dante Colombo (91e) | + 3h 16' 08" |
| Bergklassement      | Raphaël Geminiani   | ... punten   |
| Tweede              | Fausto Coppi        | ... punten   |
| Derde               | Gino Bartali        | ... punten   |
| Ploegenklassement   | Bianchi             | ?            |
| Tweede              | ?                   | ?            |
| Derde               | ?                   | ?            |

In 1952 ging de 35e Giro d'Italia op 17 mei van start in Milaan. Hij eindigde op 8 juni in Milaan. Er stonden 119 renners verdeeld over 16 ploegen aan de start. Deze ronde werd gewonnen door Fausto Coppi.
Aantal ritten: 20

Totale afstand: 3931 km

Gemiddelde snelheid: 34,298 km/h

Aantal deelnemers: 119

## Belgische en Nederlandse prestaties
In totaal namen er 8 Belgen en 1 Nederlander deel aan de Giro van 1952.

### Belgische etappezeges
- Désiré Keteleer won de 4e etappe van Siena naar Rome.
- Rik Van Steenbergen won de 6e etappe van Rome naar Napels, de 9e etappe van Ancona naar Riccione en de 10e etappe van Riccione naar Venetië.

### Nederlandse etappezeges
- In 1952 was er geen Nederlandse etappezege.

## Etappe uitslagen
| Datum  | Etappe    | Parcours                       | Afstand | Eerste                    | Tweede                    | Derde                   | Klassementsleider      |
| ------ | --------- | ------------------------------ | ------- | ------------------------- | ------------------------- | ----------------------- | ---------------------- |
| 17 mei | etappe 1  | Milaan - Bologna               | 217 km  | Giorgio Albani (Ita)      | Firenzo Magni (Ita)       | Fausto Coppi (Ita)      | Giorgio Albani (Ita)   |
| 18 mei | etappe 2  | Bologna - Montecatini Terme    | 197 km  | Angelo Conterno (Ita)     | Nino Defilippis (Ita)     | Raphael Geminiani (Fra) | Angelo Conterno (Ita)  |
| 19 mei | etappe 3  | Montecatini Terme - Siena      | 205 km  | Antonio Bevilacqua (Ita)  | Stan Ockers (Bel)         | Guido De Santi (Ita)    | Nino Defilippis (Ita)  |
| 20 mei | etappe 4  | Siena - Rome                   | 250 km  | Désiré Keteleer (Bel)     | Alfredo Pasotti (Ita)     | Ferdi Kübler (Sui)      | Nino Defilippis (Ita)  |
| 22 mei | etappe 5  | Rome - Rocca di Papa (tijdrit) | 35 km   | Fausto Coppi (Ita)        | Giancarlo Astrua (Ita)    | Stan Ockers (Bel)       | Giancarlo Astrua (Ita) |
| 23 mei | etappe 6  | Rome - Napels                  | 234 km  | Rik Van Steenbergen (Bel) | Vincenzo Rossello (Ita)   | Rino Benedetti (Ita)    | Giancarlo Astrua (Ita) |
| 24 mei | etappe 7  | Napels - Roccaraso             | 149 km  | Giorgio Albani (Ita)      | Raphael Geminiani (Fra)   | Giovanni Roma (Ita)     | Giancarlo Astrua (Ita) |
| 25 mei | etappe 8  | Roccaraso - Ancona             | 224 km  | Rino Benedetti (Ita)      | Oreste Conte (Ita)        | Giovanni Corrieri (Ita) | Giancarlo Astrua (Ita) |
| 26 mei | etappe 9  | Ancona - Riccione              | 250 km  | Rik Van Steenbergen (Bel) | Jean Brun (Sui)           | Umberto Drei (Ita)      | Giancarlo Astrua (Ita) |
| 27 mei | etappe 10 | Riccione - Venetië             | 285 km  | Rik Van Steenbergen (Bel) | Ferdi Kübler (Sui)        | Gino Bartali (Ita)      | Fausto Coppi (Ita)     |
| 29 mei | etappe 11 | Venetië - Bolzano              | 276 km  | Fausto Coppi (Ita)        | Gino Bartali (Ita)        | Fiorenzo Magni (Ita)    | Fausto Coppi (Ita)     |
| 30 mei | etappe 12 | Bolzano - Bergamo              | 226 km  | Oreste Conte (Ita)        | Arrigo Padovan (Ita)      | Renzo Zanazzi (Ita)     | Fausto Coppi (Ita)     |
| 31 mei | etappe 13 | Bergamo - Como                 | 143 km  | Alfredo Pasotti (Ita)     | Rik Van Steenbergen (Bel) | Fiorenzo Magni (Ita)    | Fausto Coppi (Ita)     |
| 1 juni | etappe 14 | Erba - Como (tijdrit)          | 65 km   | Fausto Coppi (Ita)        | Hugo Koblet (Sui)         | Giancarlo Astrua (Ita)  | Fausto Coppi (Ita)     |
| 2 juni | etappe 15 | Como - Genua                   | 247 km  | Giuseppe Minardi (Ita)    | Renzo Soldani (Ita)       | Alfredo Pasotti (Ita)   | Fausto Coppi (Ita)     |
| 3 juni | etappe 16 | Genua - San Remo               | 141 km  | Annibale Brasola (Ita)    | Luigi Casola (Ita)        | Guido De Santi (Ita)    | Fausto Coppi (Ita)     |
| 5 juni | etappe 17 | San Remo - Cuneo               | 190 km  | Nino Defilippis (Ita)     | Fritz Schär (Sui)         | Serafino Biagioni (Ita) | Fausto Coppi (Ita)     |
| 6 juni | etappe 18 | Cuneo - Saint-Vincent          | 190 km  | Pasquale Fornara (Ita)    | Adolfo Grosso (Ita)       | Giovanni Corrieri (Ita) | Fausto Coppi (Ita)     |
| 7 juni | etappe 19 | Saint-Vincent - Verbania       | 298 km  | Fritz Schär (Zwi)         | Alfredo Martini (Ita)     | Armando Barducci (Ita)  | Fausto Coppi (Ita)     |
| 8 juni | etappe 20 | Verbania - Milaan              | 147 km  | Antonio Bevilacqua (Ita)  | Luciano Maggini (Ita)     | Fiorenzo Magni (Ita)    | Fausto Coppi (Ita)     |

 winnaars · 
roze trui · 
  puntenklassement · 
  bergklassement · 
 jongerenklassement · 
 intergiro · 
 ploegenklassement · 
 strijdlust · 
 zwarte trui
Giro d'Italia Next Gen · Giro Donne · Cima Coppi
 Belgische rozetruidragers · etappewinnaars
 Nederlandse rozetruidragers · etappewinnaars
Mannen:
1909 · 
1910 · 
1911 · 
1912 · 
1913 · 
1914 · 
1919 · 
1920 · 
1921 · 
1922 · 
1923 · 
1924 · 
1925 · 
1926 · 
1927 · 
1928 · 
1929 · 
1930 · 
1931 · 
1932 · 
1933 · 
1934 · 
1935 · 
1936 · 
1937 · 
1938 · 
1939 · 
1940 · 
1946 · 
1947 · 
1948 · 
1949 · 
1950 · 
1951 · 
1952 · 
1953 · 
1954 · 
1955 · 
1956 · 
1957 · 
1958 · 
1959 · 
1960 · 
1961 · 
1962 · 
1963 · 
1964 · 
1965 · 
1966 · 
1967 · 
1968 · 
1969 · 
1970 · 
1971 · 
1972 · 
1973 · 
1974 · 
1975 · 
1976 · 
1977 · 
1978 · 
1979 · 
1980 · 
1981 · 
1982 · 
1983 · 
1984 · 
1985 · 
1986 · 
1987 · 
1988 · 
1989 · 
1990 · 
1991 · 
1992 · 
1993 · 
1994 · 
1995 · 
1996 · 
1997 · 
1998 · 
1999 · 
2000 · 
2001 · 
2002 · 
2003 · 
2004 · 
2005 · 
2006 · 
2007 · 
2008 · 
2009 · 
2010 · 
2011 · 
2012 · 
2013 · 
2014 · 
2015 · 
2016 · 
2017 · 
2018 · 
2019 · 
2020 · 
2021 · 
2022 · 
2023 · 
2024 · 
2025
Vrouwen:
1988 · 
1989 · 
1990 · 
1991 ·
1992 ·
1993 · 
1994 · 
1995 · 
1996 · 
1997 · 
1998 · 
1999 · 
2000 · 
2001 · 
2002 · 
2003 · 
2004 · 
2005 · 
2006 · 
2007 · 
2008 · 
2009 · 
2010 · 
2011 · 
2012 ·
2013 · 
2014 ·
2015 ·
2016 ·
2017 ·
2018 ·
2019 ·
2020 ·
2021 ·
2022 ·
2023 ·
2024 ·
2025